# Den tatuerade änkan
Den tatuerade änkan är en TV-film av Lars Molin från 1998.

## Handling
I centrum står den drygt 60-åriga kvinnan Ester, spelad av Mona Malm. Ester lever i ett mindre lyckat äktenskap där hon förväntas sköta arbete och hem samt vara en god mormor och farmor. Men när en kvinnlig släkting, faster Agnes, går bort förändras allt. Agnes bortgång ger Ester nya förutsättningar och blir en impuls för henne att leva ut sina drömmar.

## Utmärkelser
1998 fick Lars Molin en Emmy-statyett då Den tatuerade änkan utsågs till bästa utländska tv-film.

## Rollista (urval)
| Mona Malm        | – Ester Hershagen    |
| Sven Wollter     | – Erik Sandström     |
| Ingvar Hirdwall  | – Egon Andersson     |
| Jan Malmsjö      | – Leon Mark          |
| Gösta Bredefeldt | – Allan Hershagen    |
| Pia Johansson    | – Anette Hershagen   |
| Per Graffman     | – Jörgen Ramberg     |
| Maria Kulle      | – Lillemor Hershagen |
| Göran Forsmark   | – Joakim Hershagen   |
| Erland Josephson | – Per Gunnarsson     |
| Niklas Falk      | – Cederberg          |